# Cassacco

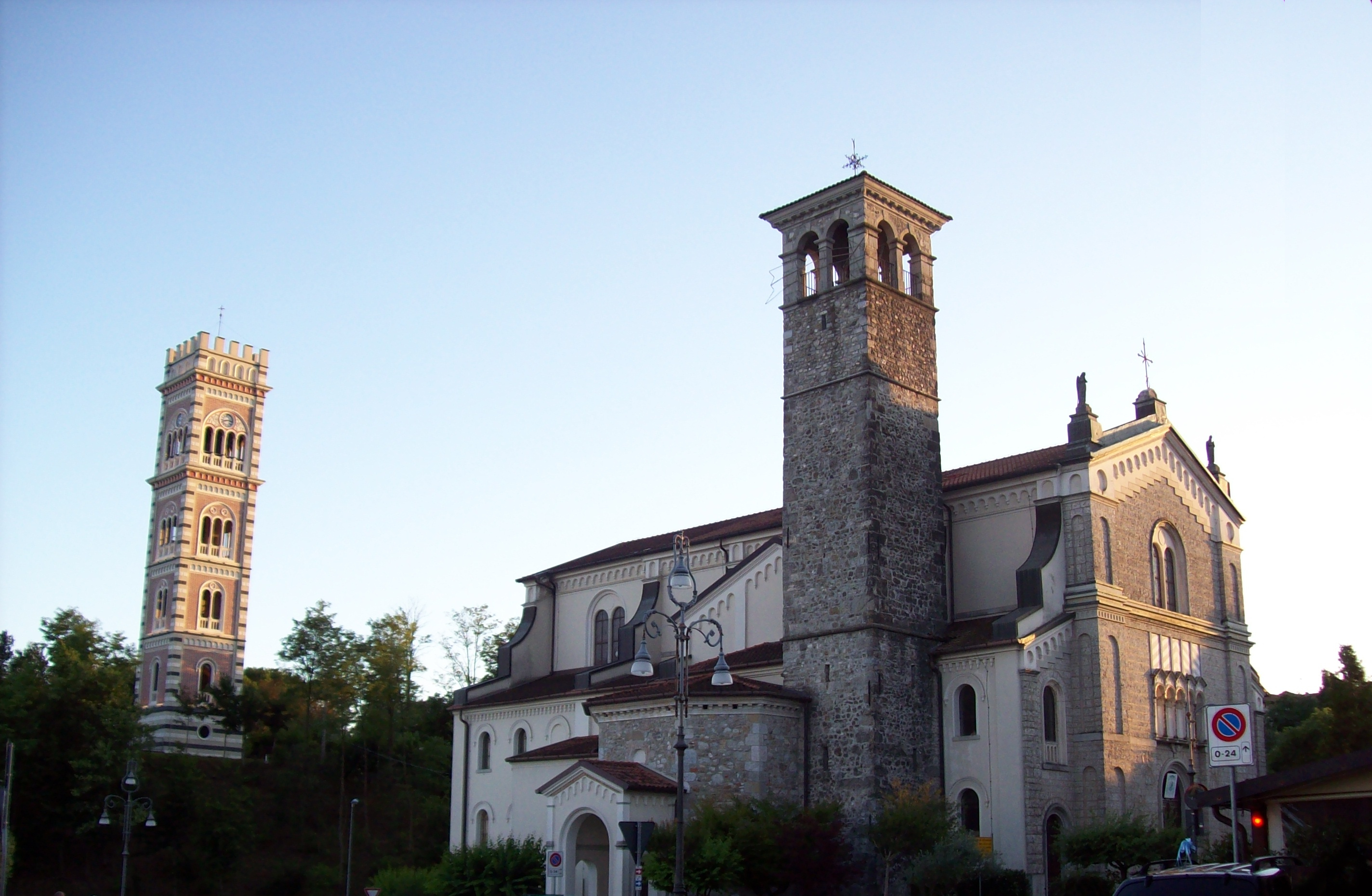
Kerk San Giovanni en Torre campanaria

Cassacco is een gemeente in de Italiaanse provincie Udine (regio Friuli-Venezia Giulia) en telt 2880 inwoners (31-12-2004). De oppervlakte bedraagt 11,6 km², de bevolkingsdichtheid is 259 inwoners per km².

## Demografie
Cassacco telt ongeveer 1197 huishoudens. Het aantal inwoners daalde in de periode 1991-2001 met 0,3% volgens cijfers uit de tienjaarlijkse volkstellingen van ISTAT.
| Jaar | Inwoneraantal |
| ---- | ------------- |
| 1991 | 2859          |
| 2001 | 2849          |

## Geografie
Cassacco grenst aan de volgende gemeenten: Colloredo di Monte Albano, Magnano in Riviera, Tarcento, Treppo Grande, Tricesimo.